# Frank Turner (muzyk)
Frank Turner (właśc. Francis Edward Turner, ur. 28 grudnia 1981 w Manamie, Bahrajn) – brytyjski piosenkarz i autor tekstów mieszkający w Meonstoke. Wokalista zespołu Million Dead działającego w latach 2000-2005, później artysta solowy.
Do tej pory Turner wydał siedem albumów solowych, i pięć EP-ek. Siódmy album studyjny Turnera, Be More Kind, został wydany 4 maja 2018 roku.

## Wczesne życie

### Pochodzenie
Frank Turner urodził się w Bahrajnie. Jego ojciec, Roger Cunliffe Turner, jest synem Sir Marka Turnera (1906-1980), bankiera.

### Wykształcenie
Zdobył stypendium w Eton College, gdzie kształcił się u boku księcia Williama. Uczęszczał do London School of Economics, gdzie studiował historię.

## Kariera

### Początki
Pierwszym albumem posiadanym przez Turnera był Killers zespołu Iron Maiden, metal był pierwszym gatunkiem uwielbianym przez Franka, który do dzisiaj pozostaje jego fascynatem. Kariera muzyczna Turnera rozpoczęła się w szkole, gdzie występował w alternatywnym zespole Kneejerk. Zespół wydał trzy płyty i zagrał kilka koncertów w Wielkiej Brytanii. Ostatnia, jedyna pełnometrażowa płyta, pod tytułem The Half Life of Kissing i została wydana przez wytwórnię Yorkshire DIY Sakari Empire po rozpadzie zespołu.
W 2001 Turner dołączył do londyńskiego post hardcore’owego zespołu Million Dead za namową byłego perkusisty Kneejerk Bena Dawsona. W 2005 roku, po czterech latach współpracy i dwóch albumach, zespół ogłosił rozstanie.

### Kariera solowa
Pierwsza solowa EP-ka Turnera, Campfire Punkrock, została wydana w maju 2006 roku nakładem Xtra Mile Recordings, a nagrał go i wsparł oksfordzki zespół Dive Dive, którego to Turner spotkał podczas trasy z Reuben. Członkowie zespołu Dive Dive, Tarrant Anderson, Ben Lloyd i Nigel Powell, od tego momentu zostali jego zespołem wspierającym. Debiutancki pełnometrażowy album Turnera Sleep Is for the Week został wydany w styczniu 2007 roku.

## Dyskografia
- Sleep Is for the Week (2007)
- Love Ire & Song (2008)
- Poetry of the Deed (2009)
- England Keep My Bones (2011)
- Tape Deck Heart (2013)
- Positive Songs for Negative People (2015)
- Be More Kind (2018)
- No Man's Land (2019)

## Życie prywatne
29 sierpnia 2018 roku Turner zaręczył się ze swoją długoletnią partnerką, aktorką Jessicą Guise.

### Poglądy
Frank określa siebie jako klasycznego liberała, jego poglądy pokrywają się częściowo z libertarianizmem. Ma tatuaż Ama-gi, sumeryjski klinowy symbol „wolności”.